# متصلب المرتكز
متصلب المرتكز (تسمية ثنائية:Scleromochlus) هو جنس منقرض من أركوصورات الشكل الصغيرة من أواخر العصر الثلاثي. يحتوي الجنس على نوع وحيد متصلب المرتكز التايلوري (Scleromochlus taylori) الذي وصفه آرثر سميث وودوارد في عام 1907.

## الوصف
كان طول متصلب المرتكز التايلوري حوالي 181 ملم مع أرجل خلفية طويلة. ربما كانت قادرة على التحرك بأربع أرجل ورجلين. تشير الدراسات حول مشيه إلى أنه كان ذو مشية أخمصية السير تشبه تلك عند الكنغر أو الأرنب الأفريقي ومع ذلك ، فإن إعادة تقييم متصلب المرتكز لعام 2020 من قبل بينيت أشارت إلى أنه كان «واثب رباعي الأرجل مشابه للضفادع». أما فرضية أن إذا كان متصلب المرتكز مرتبطًا بالفعل بالتيروصورات فقد يقدم هذا نظرة ثاقبة حول كيفية تطور هذه الأخيرة لأن التيروصورات المبكرة تُظهر أيضًا تكيفات للحركة القافزة.